# Lijst van Belgische records zwemmen
Deze lijst van Belgische records zwemmen is een overzicht van de huidige, door de KBZB erkende Belgische records op de verschillende wedstrijdonderdelen binnen de zwemsport.

## Langebaan (50 m)

### Mannen
(bijgewerkt t/m 28 juli 2025)
| afstand              | zwemmer                                                            | club       | tijd     | datum            | plaats                      |
| -------------------- | ------------------------------------------------------------------ | ---------- | -------- | ---------------- | --------------------------- |
| Vrije slag           |                                                                    |            |          |                  |                             |
| 50 meter             | Yoris Grandjean                                                    | LGN        | 22,13    | 3 mei 2009       | Antwerpen, België           |
| 100 meter            | Pieter Timmers                                                     | BRABO      | 47,80    | 10 augustus 2016 | Rio de Janeiro, Brazilië    |
| 200 meter            | Lucas Henveaux                                                     | LGN        | 1.46,03  | 28 juli 2025     | Singapore                   |
| 400 meter            | Lucas Henveaux                                                     | LGN        | 3.44,61  | 11 februari 2024 | Doha, Qatar                 |
| 800 meter            | Lucas Henveaux                                                     | LGN        | 7.51,51  | 29 juli 2024     | Parijs, Frankrijk           |
| 1500 meter           | Tom Vangeneugden                                                   | OZV        | 15.11,04 | 15 augustus 2008 | Peking, China               |
| Rugslag              |                                                                    |            |          |                  |                             |
| 50 meter             | Stan Franckx                                                       | TRUST      | 25,20    | 20 april 2024    | Antwerpen, België           |
| 100 meter            | Noah Verreth                                                       |            | 54,19    | 27 juli 2025     | Antwerpen, België           |
| 200 meter            | Stefaan Maene                                                      | BZK        | 1.59,64  | 28 juli 1992     | Barcelona, Spanje           |
| Schoolslag           |                                                                    |            |          |                  |                             |
| 50 meter             | Basten Caerts                                                      | DBT        | 27,64    | 10 mei 2018      | Gent, België                |
| 100 meter            | Frédérik Deburghgraeve                                             | RZV        | 1.00,60  | 20 juli 1996     | Atlanta, Verenigde Staten   |
| 200 meter            | Noah De Schryver                                                   | De Dolfijn | 2.10,83  | 23 april 2023    | Antwerpen, België           |
| Vlinderslag          |                                                                    |            |          |                  |                             |
| 50 meter             | François Heersbrandt                                               |            | 23,34    | 2 augustus 2015  | Kazan, Rusland.             |
| 100 meter            | Louis Croenen                                                      | SHARK      | 52,00    | 9 april 2021     | Eindhoven, Nederland        |
| 200 meter            | Louis Croenen                                                      | SHARK      | 1.55,39  | 5 augustus 2015  | Kazan, Rusland              |
| Wisselslag           |                                                                    |            |          |                  |                             |
| 200 meter            | Lucas Henveaux                                                     | LGN        | 1.57,60  | 24 april 2025    | Antwerpen, België           |
| 400 meter            | Ward Bauwens                                                       | BRABO      | 4.16,71  | 28 juli 2012     | Londen, Verenigd Koninkrijk |
| Vrije slag estafette |                                                                    |            |          |                  |                             |
| 4x100 meter          | Glenn Surgeloose Jasper Aerents Emmanuel Vanluchene Pieter Timmers | België     | 3.13,57  | 7 augustus 2016  | Rio de Janeiro, Brazilië    |
| 4x200 meter          | Louis Croenen Glenn Surgeloose Dieter Dekoninck Pieter Timmers     | België     | 7.08,28  | 21 mei 2016      | Londen, Verenigd Koninkrijk |
| Wisselslag estafette |                                                                    |            |          |                  |                             |
| 4x100 meter          | Nils Van Audekerke Jonas Coreelman Louis Croenen Pieter Timmers    | België     | 3.40,46  | 22 mei 2016      | Londen, Verenigd Koninkrijk |

### Vrouwen
(bijgewerkt t/m 1 augustus 2025)
| afstand              | zwemmer                                                           | club   | tijd     | datum           | plaats                         |
| -------------------- | ----------------------------------------------------------------- | ------ | -------- | --------------- | ------------------------------ |
| Vrije slag           |                                                                   |        |          |                 |                                |
| 50 meter             | Florine Gaspard                                                   | CNM    | 24,42 s  | 14 april 2025   | Stockholm, Zweden              |
| 100 meter            | Roos Vanotterdijk                                                 | DMB    | 53,62 s  | 9 februari 2025 | Antwerpen, België              |
| 200 meter            | Valentine Dumont                                                  | NOC    | 1.57,18  | 23 juni 2023    | Rome, Italië                   |
| 400 meter            | Valentine Dumont                                                  | NOC    | 4.06,27  | 25 juni 2023    | Rome, Italië                   |
| 800 meter            | Alisée Pisane                                                     | ENW    | 8.32,52  | 28 juli 2023    | Fukuoka, Japan                 |
| 1500 meter           | Alisée Pisane                                                     | ENW    | 16.22,18 | 12 maart 2023   | Edinburgh, Verenigd Koninkrijk |
| Rugslag              |                                                                   |        |          |                 |                                |
| 50 meter             | Roos Vanotterdijk                                                 | DMB    | 27,67 s  | 30 juli 2025    | Singapore                      |
| 100 meter            | Roos Vanotterdijk                                                 | DMB    | 58,97 s  | 9 februari 2025 | Antwerpen, België              |
| 200 meter            | Kimberly Buys                                                     | BRABO  | 2.11,82  | 23 januari 2011 | Antwerpen, België              |
| Schoolslag           |                                                                   |        |          |                 |                                |
| 50 meter             | Florine Gaspard                                                   | CNM    | 30,53 s  | 21 april 2023   | Antwerpen, België              |
| 100 meter            | Florine Gaspard                                                   | CNM    | 1.06,89  | 28 juli 2025    | Singapore                      |
| 200 meter            | Fanny Lecluyse                                                    | DM     | 2.23,30  | 27 juni 2021    | Rome, Italië                   |
| Vlinderslag          |                                                                   |        |          |                 |                                |
| 50 meter             | Roos Vanotterdijk                                                 | DMB    | 25,32 s  | 1 augustus 2025 | Singapore                      |
| 100 meter            | Roos Vanotterdijk                                                 | DMB    | 55,84 s  | 28 juli 2025    | Singapore                      |
| 200 meter            | Sarah Dumont                                                      | NOC    | 2.09,64  | 6 juli 2024     | Vilnius, Litouwen              |
| Wisselslag           |                                                                   |        |          |                 |                                |
| 200 meter            | Roos Vanotterdijk                                                 | DMB    | 2.09,73  | 14 juni 2025    | Montpellier, Frankrijk         |
| 400 meter            | Sarah Dumont                                                      | NOC    | 4.42,44  | 2 juli 2024     | Vilnius, Litouwen              |
| Vrije slag estafette |                                                                   |        |          |                 |                                |
| 4x100 meter          | Valentine Dumont Juliette Dumont Lotte Goris Lana Ravelingien     | België | 3.43,11  | 19 januari 2020 | Antwerpen, België              |
| 4x200 meter          | Valentine Dumont Kimberly Buys Lana Ravelingien Lotte Goris       | België | 8.01,73  | 21 mei 2021     | Boedapest, Hongarije           |
| Wisselslag estafette |                                                                   |        |          |                 |                                |
| 4x100 meter          | Roos Vanotterdijk Florine Gaspard Valentine Dumont Fleur Verdonck | België | 4.04,54  | 30 juli 2023    | Fukuoka, Japan                 |

## Kortebaan (25 m)

### Mannen
(bijgewerkt t/m 15 december 2024)
| afstand              | zwemmer                                                                  | club   | tijd     | datum            | plaats                                  |
| -------------------- | ------------------------------------------------------------------------ | ------ | -------- | ---------------- | --------------------------------------- |
| Vrije slag           |                                                                          |        |          |                  |                                         |
| 50 meter             | Pieter Timmers                                                           | BRABO  | 21,22    | 7 december 2019  | Glasgow, Verenigd Koninkrijk            |
| 100 meter            | Pieter Timmers                                                           | BRABO  | 46,54    | 17 december 2017 | Kopenhagen, Denemarken                  |
| 200 meter            | Lucas Henveaux                                                           | LGN    | 1.41,13  | 15 december 2024 | Boedapest, Hongarije                    |
| 400 meter            | Lucas Henveaux                                                           | LGN    | 3.36,71  | 12 december 2024 | Boedapest, Hongarije                    |
| 800 meter            | Lucas Henveaux                                                           | LGN    | 7.37,01  | 21 oktober 2023  | Derby, Verenigd Koninkrijk              |
| 1500 meter           | Lucas Henveaux                                                           | LGN    | 14.43,07 | 23 november 2024 | Crisnée, België                         |
| Rugslag              |                                                                          |        |          |                  |                                         |
| 50 meter             | Iarre Lafort                                                             | FIRST  | 24,12    | 26 oktober 2019  | Aken, Duitsland                         |
| 100 meter            | Emmanuel Vanluchene                                                      | GOLD   | 52,72    | 10 december 2011 | Szczecin, Polen                         |
| 200 meter            | Lander Hendrickx                                                         | Laqua  | 1.53,75  | 10 november 2019 | Gent                                    |
| Schoolslag           |                                                                          |        |          |                  |                                         |
| 50 meter             | Basten Caerts                                                            | DBT    | 26,73    | 11 augustus 2017 | Eindhoven, Nederland                    |
| 100 meter            | Basten Caerts                                                            | DBT    | 57,71    | 3 augustus 2017  | Moskou, Rusland                         |
| 200 meter            | Basten Caerts                                                            | DBT    | 2.05,22  | 2 augustus 2017  | Moskou, Rusland                         |
| Vlinderslag          |                                                                          |        |          |                  |                                         |
| 50 meter             | François Heersbrandt                                                     | CNSW   | 22,59    | 5 december 2014  | Doha, Qatar                             |
| 100 meter            | François Heersbrandt                                                     | WN     | 50,44    | 9 december 2011  | Szczecin, Polen                         |
| 200 meter            | Louis Croenen                                                            | SHARK  | 1.52,84  | 16 december 2021 | Abu Dhabi, Verenigde Arabische Emiraten |
| Wisselslag           |                                                                          |        |          |                  |                                         |
| 100 meter            | Emmanuel Vanluchene                                                      | GOLD   | 52,59    | 11 december 2015 | Edinburgh, Verenigd Koninkrijk          |
| 200 meter            | Emmanuel Vanluchene                                                      | GOLD   | 1.55,14  | 12 december 2015 | Edinburgh, Groot-Brittannië             |
| 400 meter            | Lander Hendrickx                                                         | BEST   | 4.10,28  | 13 december 2015 | Edinburgh, Verenigd Koninkrijk          |
| Vrije slag estafette |                                                                          |        |          |                  |                                         |
| 4x50 meter           | Francois Heersbrandt Jasper Aerents Emmanuel Vanluchene Glenn Surgeloose | België | 1.24,72  | 6 december 2014  | Doha, Qatar                             |
| 4x100 meter          | Jasper Aerents Pieter Timmers Emmanuel Vanluchene Glenn Surgeloose       | België | 3.07,54  | 3 december 2014  | Doha, Qatar                             |
| 4x200 meter          | Emmanuel Vanluchene Glenn Surgeloose Louis Croenen Pieter Timmers        | België | 6.52,66  | 4 december 2014  | Doha, Qatar                             |
| Wisselslag estafette |                                                                          |        |          |                  |                                         |
| 4x50 meter           | Emmanuel Vanluchene Jonas Coreelman Francois Heersbrandt Jasper Aerents  | België | 1.35,70  | 8 december 2011  | Szczecin, Polen                         |
| 4x100 meter          | Dieter Dekoninck Nick Verschueren Gino Stevenheydens Wim Goris           | BRABO  | 3.39,25  | 4 augustus 2009  | Leuven, België                          |

### Vrouwen
(bijgewerkt t/m 18 december 2024)
| afstand              | zwemmer                                                          | club               | tijd     | datum            | plaats                  |
| -------------------- | ---------------------------------------------------------------- | ------------------ | -------- | ---------------- | ----------------------- |
| Vrije slag           |                                                                  |                    |          |                  |                         |
| 50 meter             | Florine Gaspard                                                  |                    | 23,99    | 2 november 2024  | Montpellier, Frankrijk  |
| 100 meter            | Roos Vanotterdijk                                                | De Meerkoet Bree   | 52,61    | 15 december 2024 | Kopenhagen, Denemarken  |
| 200 meter            | Valentine Dumont                                                 | Namur Olympic Club | 1.54,82  | 20 december 2023 | Barcelona, Spanje       |
| 400 meter            | Valentine Dumont                                                 | Namur Olympic Club | 4.00,05  | 9 november 2020  | Boedapest, Hongarije    |
| 800 meter            | Alisée Pisane                                                    | ENW                | 8.20,84  | 5 november 2022  | Chartres, Frankrijk     |
| 1500 meter           | Alisée Pisane                                                    | ENW                | 15.55,33 | 8 december 2023  | Otopeni, Roemenië       |
| Rugslag              |                                                                  |                    |          |                  |                         |
| 50 meter             | Roos Vanotterdijk                                                | De Meerkoet Bree   | 26,51    | 12 december 2024 | Kopenhagen, Denemarken  |
| 100 meter            | Roos Vanotterdijk                                                | De Meerkoet Bree   | 56,78    | 10 november 2024 | Gent, België            |
| 200 meter            | Kimberly Buys                                                    | BRABO              | 2.06,29  | 31 januari 2010  | Uster, Zwitserland      |
| Schoolslag           |                                                                  |                    |          |                  |                         |
| 50 meter             | Fanny Lecluyse                                                   | DM                 | 29,74    | 2 december 2015  | Netanya, Israël         |
| 100 meter            | Fanny Lecluyse                                                   | DM                 | 1.04,69  | 14 november 2015 | Gent, België            |
| 200 meter            | Fanny Lecluyse                                                   | DM                 | 2.18.49  | 6 december 2015  | Netanya, Israël         |
| Vlinderslag          |                                                                  |                    |          |                  |                         |
| 50 meter             | Roos Vanotterdijk                                                | De Meerkoet Bree   | 25,32    | 14 december 2024 | Kopenhagen, Denemarken  |
| 100 meter            | Kimberly Buys                                                    | BRABO              | 56,44    | 7 augustus 2017  | Berlijn, Duitsland      |
| 200 meter            | Valentine Dumont                                                 | Namur Olympic Club | 2.07,96  | 21 november 2021 | Eindhoven, Nederland    |
| Wisselslag           |                                                                  |                    |          |                  |                         |
| 100 meter            | Roos Vanotterdijk                                                | De Meerkoet Bree   | 58,24    | 15 december 2024 | Kopenhagen, Denemarken  |
| 200 meter            | Kimberly Buys                                                    | BRABO              | 2.09,27  | 10 december 2009 | Istanboel, Turkije      |
| 400 meter            | Fanny Lecluyse                                                   | DM                 | 4.35,89  | 5 november 2017  | Kristiansand, Noorwegen |
| Vrije slag estafette |                                                                  |                    |          |                  |                         |
| 4x50 meter           | Annelies De Maré Nina Van Koeckhoven Sarah Wegria Jolien Sysmans | België             | 1.40,60  | 12 december 2008 | Rijeka, Kroatië         |
| 4x100 meter          | Emily Vavourakis Kimberly Buys Kim Caluwaerts Tine Bossuyt       | BRABO              | 3.45,99  | 27 december 2006 | Leuven, België          |
| 4x200 meter          | Kim Caluwaerts Tine Bossuyt Emily Vavourakis Kimberly Buys       | BRABO              | 8.13,57  | 27 december 2006 | Leuven, België          |
| Wisselslag estafette |                                                                  |                    |          |                  |                         |
| 4x50 meter           | Jasmijn Verhaegen Kim Janssens Kimberly Buys Annelies De Maré    | België             | 1.48,44  | 25 november 2012 | Chartres, Frankrijk     |
| 4x100 meter          | Kim Caluwaerts Elise Matthysen Kimberly Buys Emily Vavourakis    | BRABO              | 4.09,22  | 8 augustus 2007  | Berchem, België         |